# بيمال ماجار
بيمال ماجار (18 سبتمبر 1997 بمقاطعة نوالباراسي في نيبال - ) هو لاعب كرة قدم نيبالي في مركز الهجوم. شارك مع منتخب نيبال تحت 17 سنة لكرة القدم ومنتخب نيبال تحت 20 سنة لكرة القدم ومنتخب نيبال لكرة القدم. أما مع النوادي، فقد لعب مع Manang Marshyangdi Club ‏ وNepal Army Club ‏.

## روابط خارجية
- بيمال ماجار على موقع قاعدة بيانات كرة القدم.إي يو (الإنجليزية)
- بيمال ماجار على موقع ناشيونال فوتبول تيمز (الإنجليزية)
- بيمال ماجار على موقع Soccerway.com (الإنجليزية)